# 1065
Năm 1065 trong lịch Julius.